# Allan Graf
Allan Lee Graf (Los Angeles, 16 december 1949) is een Amerikaans acteur, stuntman, filmregisseur en voormalig Americanfootballspeler.

## Biografie
Graf groeide op in de wijk Sylmar van Los Angeles, hij doorliep de high school aan de San Fernando High School in Los Angeles. Op high school werd hij actief in het American football als verdedigende guard. Hij werkte zich omhoog tot aanvoerder en in 1968 werd hij met zijn team ongeslagen kampioen in de Los Angeles City High School football championship. Na de high school werd hij professioneel American footbalspeler, maar hij kwam al snel in contact met stuntwerk en werd al snel stuntman en stuntcoördinator in Hollywood. Graf ontdekte dat zijn liefde in de filmwereld lag en besloot te stoppen met American football en zich te richten op het stuntwerk en acteren.
Graf is getrouwd en heeft drie kinderen.

## Filmografie

### Acteur

#### Films
Selectie:
- 2019 Bombshell - als
- 2003 Looney Tunes: Back in Action - als ondervrager
- 2000 Thirteen Days - als football scheidsrechter
- 1999 Any Given Sunday - als scheidsrechter
- 1999 Magnolia - als brandweerman
- 1997 Trojan War - als Lenny
- 1997 Boogie Nights - als man met pistool
- 1997 L.A. Confidential - als vrouwenmishandelaar
- 1994 The Specialist - als buschauffeur
- 1993 Nowhere to Run - als buschauffeur
- 1992 Universal Soldier - als Hank de kok
- 1991 The Doors - als politieagent in Miami
- 1990 Another 48 Hrs. - als buschauffeur
- 1990 Total Recall - als volgeling van Harry
- 1990 Flashback - als Studie
- 1987 RoboCop - als bodyguard van Sal
- 1987 Over the Top - als Collins
- 1986 Crossroads - als Alvin
- 1985 Brewster's Millions - als Camden Brave
- 1982 Poltergeist - als Sam
- 1981 Southern Comfort - als jager
- 1980 The Long Riders - als cliënt in bank

#### Televisieseries
Uitgezonderd eenmalige gastrollen.
- 2005-2006 Deadwood - als kapitein Turner - 6 afl.
- 1984 Mike Hammer - als Paulie - 2 afl.

### Stuntwerk
Selectie:
- 2020 The Way Back - film
- 2019 Bombshell - film
- 2018-2019 Strange Angel - televisieserie - 17 afl.
- 2015 Wicked City - televisieserie - 8 afl.
- 2015 Daddy's Home - film
- 2014 Taken 3 - film
- 2014 Muppets Most Wanted - film
- 2013-2014 The Mentalist - televisieserie - 12 afl.
- 2013-2014 Scandal - televisieserie - 15 afl.
- 2013 42 - film
- 2012 Revolution - televisieserie
- 2012 Betty White's Off Their Rockers - televisieserie - 4 afl.
- 2012 Project X - film
- 2005-2011 Criminal Minds - televisieserie - 4 afl.
- 2011 The Muppets - film
- 2011 Captain America: The First Avenger - film
- 2011 The Hangover Part II - film
- 2010 Due Date - film
- 2009 Old Dogs - film
- 2009 Hannah Montana: The Movie - film
- 2008-2009 Knight Rider - televisieserie - 4 afl.
- 2008 Four Christmases - film
- 2006 The Fast and the Furious: Tokyo Drift - film
- 2004 Starsky & Hutch - film
- 2003 Bad Santa - film
- 2003 S.W.A.T. - film
- 2003 Pirates of the Caribbean: The Curse of the Black Pearl - film
- 2002 Punch-Drunk Love - film
- 2002 We Were Soldiers - film
- 2001 Megiddo: The Omega Code 2 - film
- 1999 Any Given Sunday - film
- 1998 The Waterboy - film
- 1996 Jerry Maguire - film
- 1996 Independence Day- film
- 1996 Broken Arrow - film
- 1992 Wayne's World - film
- 1990 Another 48 Hrs. - film
- 1990 Total Recall - film
- 1989 Road House - film
- 1985-1989 Simon & Simon - televisieserie - 47 afl.
- 1987 RoboCop - film
- 1987 Over the Top - film
- 1985 Real Genius - film
- 1982 Bring 'Em Back Alive - televisieserie - 5 afl.
- 1982 Star Trek II: The Wrath of Khan - film
- 1981 The Cannonball Run - film

### Second unit director
- 2017 The House - film
- 2016 Off Sides 2016 - film
- 2015 Texas Rising - miniserie - 5 afl.
- 2014 When the Game Stands Tall - film
- 2013 42 - film
- 2012 Project X - film
- 2011 The Muppets - film
- 2010 Madso's War - film
- 2010 Due Date - film
- 2008 The Express - film
- 2007 The Comebacks - film
- 2006 Friday Night Lights - televisieserie - 4 afl.
- 2006 Broken Trail - miniserie
- 2005 Two for the Money - film
- 2005 Man of the House - film
- 2004 Friday Night Lights - film
- 2003 Timeline - film
- 2003 The Law and Mr. Lee - film
- 2002 We Were Soldiers - film
- 2001 Domestic Disturbance - film
- 2001 A Knight's Tale - film
- 2000 The Replacements - film
- 2000 Supernova - film
- 1999 Any Given Sunday - film
- 1998 The Waterboy - film
- 1998 The Replacement Killers - film
- 1997 Double Team- film
- 1997 Vegas Vacation - film
- 1996 Jerry Maguire - film
- 1996 Last Man Standing - film
- 1995 Wild Bill - film
- 1994 The Specialist - film
- 1994 Rise and Walk: The Dennis Byrd Story - film
- 1993 Geronimo: An American Legend - film
- 1993 The Program - film
- 1992 Trespass - film
- 1992 Wayne's World - film
- 1991 Necessary Roughness - film
- 1990 Another 48 Hrs. - film
- 1989 Johnny Handsome - film